# Die Vier Finger
Die Vier Finger è un cortometraggio muto del 1916 diretto da Wolfgang Neff.

## Produzione
Il film fu prodotto dalla Tiger Film.

## Distribuzione
Distribuito dalla Tiger Film, il film - un cortometraggio in tre bobine - uscì nelle sale cinematografiche tedesche nel dicembre 1916 con il visto di censura BZ.40215 che ne proibiva la visione ai minori.